# Giennadij Alejnikow (funkcjonariusz)
Giennadij Ionowicz Alejnikow (ros. Геннадий Ионович Алейников, ur. 1 lutego?/14 lutego 1914 we wsi Olszanka obecnie w obwodzie biełgorodzkim, zm. 28 lutego 2001) – funkcjonariusz radzieckich służb specjalnych, generał major.

## Życiorys
Urodził się w rodzinie chłopskiej. Do 1928 skończył 7 klas szkoły, później pracował jako elektryk w kopalni w Donbasie, a od 1930 elektromonter w elektrowni, był sekretarzem komitetu Komsomołu w Nowym Oskole, a od 1933 redaktorem miejscowej gazety. Od 1932 należał do WKP(b), w 1934 został sekretarzem rejonowego komitetu Komsomołu w obwodzie kurskim, studiował zaocznie we Wszechzwiązkowym Instytucie Dziennikarstwa. 
Od 1935 służył w wojskach NKWD, uczył się w szkole specjalistów morskich NKWD ZSRR i w wojskowo-politycznej szkole wojsk wewnętrznych i pogranicznych NKWD. Od maja 1938 pracował w szkole wojsk NKWD w mieście Ordżonikidze (obecnie Władykaukaz) jako redaktor gazety, starszy instruktor i zastępca szefa wydziału politycznego szkoły. 
Od sierpnia 1942 służył w dywizji piechoty wojsk NKWD jako zastępca dowódcy pułku specjalnego ds. politycznych, potem od 25 listopada 1942 zastępca dowódcy specjalnego batalionu zwiadowczego ds. politycznych, w maju 1943 został zastępcą dowódcy oddziału ds. politycznych w Suchumskiej Dywizji Wojsk NKWD. Brał udział w walkach na Kubaniu, 9 sierpnia 1943 został zastępcą dowódcy 26 pułku piechoty ds. politycznych, od 1944 do 1948 studiował w Akademii Wojskowej im. Frunzego. 
Od 1948 do 1950 był dowódcą 157 pułku piechoty wojsk wewnętrznych MGB w Niemczech, od 1950 do marca 1953 I zastępcą dowódcy i szefem sztabu 1 OMSDON im. Dzierżyńskiego wojsk wewnętrznych MGB ZSRR, następnie MWD ZSRR (do 1955), 1 grudnia 1951 otrzymał stopień pułkownika. W 1955 został szefem Wydziału 5 Ochrony Wewnętrznej MWD ZSRR, od 1956 pracował w Głównym Zarządzie Wojsk Pogranicznych i Wewnętrznych MWD ZSRR, później Głównym Zarządzie Wojsk Wewnętrznych i Konwojowych MWD ZSRR/Wojsk Wewnętrznych i Ochrony Wewnętrznej i Konwojowej kolejno jako szef Wydziału Specjalnego, szef Wydziału Służby i zastępca szefa Zarządu Sekcji Specjalnych (1957-1959), szef Zarządu Sekcji Specjalnych i zastępca szefa Głównego Zarządu (1959-1960) i szef Głównego Zarządu Wojsk Wewnętrznych i Ochrony Wewnętrznej i Konwojowej MWD RFSRR (1960-1961). 14 lipca 1957 awansował na generała majora. W 1961 został szefem wydziału Sztabu Głównego Zarządu Wojsk Pogranicznych KGB ZSRR, 1966-1967 był komendantemm Moskiewskiej Wyższej Pogranicznej Szkoły Dowódczej KGB i od maja 1966 do stycznia 1970 szefem wyższych pogranicznych kursów dowódczych KGB ZSRR.

## Odznaczenia
- Order Lenina
- Order Czerwonego Sztandaru
- Order Czerwonej Gwiazdy (trzykrotnie)